# Kraftwerk Inkoo
Das Kraftwerk Inkoo war ein Kohlekraftwerk in der Gemeinde Inkoo, Landschaft Uusimaa, Finnland, das am Finnischen Meerbusen ca. 55 km westlich der Hauptstadt Helsinki lag. Es war im Besitz von Fortum und wurde auch von Fortum betrieben.
Mit einer installierten Leistung von 1.000 MW war Inkoo das leistungsstärkste Kohlekraftwerk in Finnland. Es diente die letzten Jahre als Reservekraftwerk sowie zur Abdeckung der Spitzenlast.

## Geschichte
Das Kraftwerk ging 1974 mit dem ersten Block in Betrieb; die restlichen Blöcke folgten bis 1978. Aufgrund schwacher Nachfrage und gesunkenen Strompreisen wurde das Kraftwerk 2014 stillgelegt. Die Blöcke 1 bis 3 wurden dabei zunächst eingemottet, während Block 4 endgültig stillgelegt wurde, da er seit 2008 nicht mehr in Betrieb gewesen war. Ende 2016 entschied Fortum dann, dass Inkoo abgerissen werden soll. Mit den Abbrucharbeiten wurde im Frühjahr 2017 begonnen; sie sollen bis 2019 abgeschlossen sein.

## Kraftwerksblöcke
Das Kraftwerk bestand aus insgesamt 4 Blöcken, die von 1974 bis 1978 in Betrieb gingen. Die folgende Tabelle gibt einen Überblick:
| Block | Max. Leistung (MW) | Betriebsbeginn | Turbine | Generator | Dampfkessel      |
| ----- | ------------------ | -------------- | ------- | --------- | ---------------- |
| 1     | 250                | 1974           | Siemens | Siemens   | Deutsche Babcock |
| 2     | 250                | 1975           | Siemens | Siemens   | Deutsche Babcock |
| 3     | 250                | 1977           | Siemens | Siemens   | Deutsche Babcock |
| 4     | 250                | 1978           | Siemens | Siemens   | Deutsche Babcock |